# Televisão Independente de Cabo Verde
Televisão Independente de Cabo Verde - TIVER é um canal de televisão privado em Cabo Verde, sob criação e administração de Rui Pereira.
As transmissões oficias tiveram início em 2007, foi o primeiro canal de televisão privado a operar em Cabo Verde. Com a chegada da TIVER, tem havido uma diferente abordagem de participação na vida do arquipélago, pelo fomento dum marco de informação plural, com verdade e proximidade aos problemas da sociedade cabo-verdiana. Os seus conteúdos têm primado pela consentida promoção do conhecimento, do lazer e entretenimento, da instrução cívica e social, dos valores da generosidade e do incentivo para a excelência da vida humana, com todas as suas causas de partilha positiva e de bem-estar.
Assim tem-se realizado uma estratégica linha de estação generalista, patriótica, plural, e totalmente comprometida com a valorização das ideias, dos projectos, das empresas e instituições, das pessoas e suas marcantes iniciativas, pelo país inteiro – na estrita noção dum ´Cabo Verde de Todos.